# Condado de Spencer (Indiana)
El condado de Spencer (en inglés: Spencer County) es un condado en el estado estadounidense de Indiana. En el censo de 2000 el condado tenía una población de 20 391 habitantes. La sede de condado es Rockport. El condado fue formado en 1818 a partir de porciones de los condados de Perry y Warrick. Fue nombrado en honor al capitán Spier Spencer, quien murió en la Batalla de Tippecanoe durante la Guerra de Tecumseh en 1811.

## Geografía

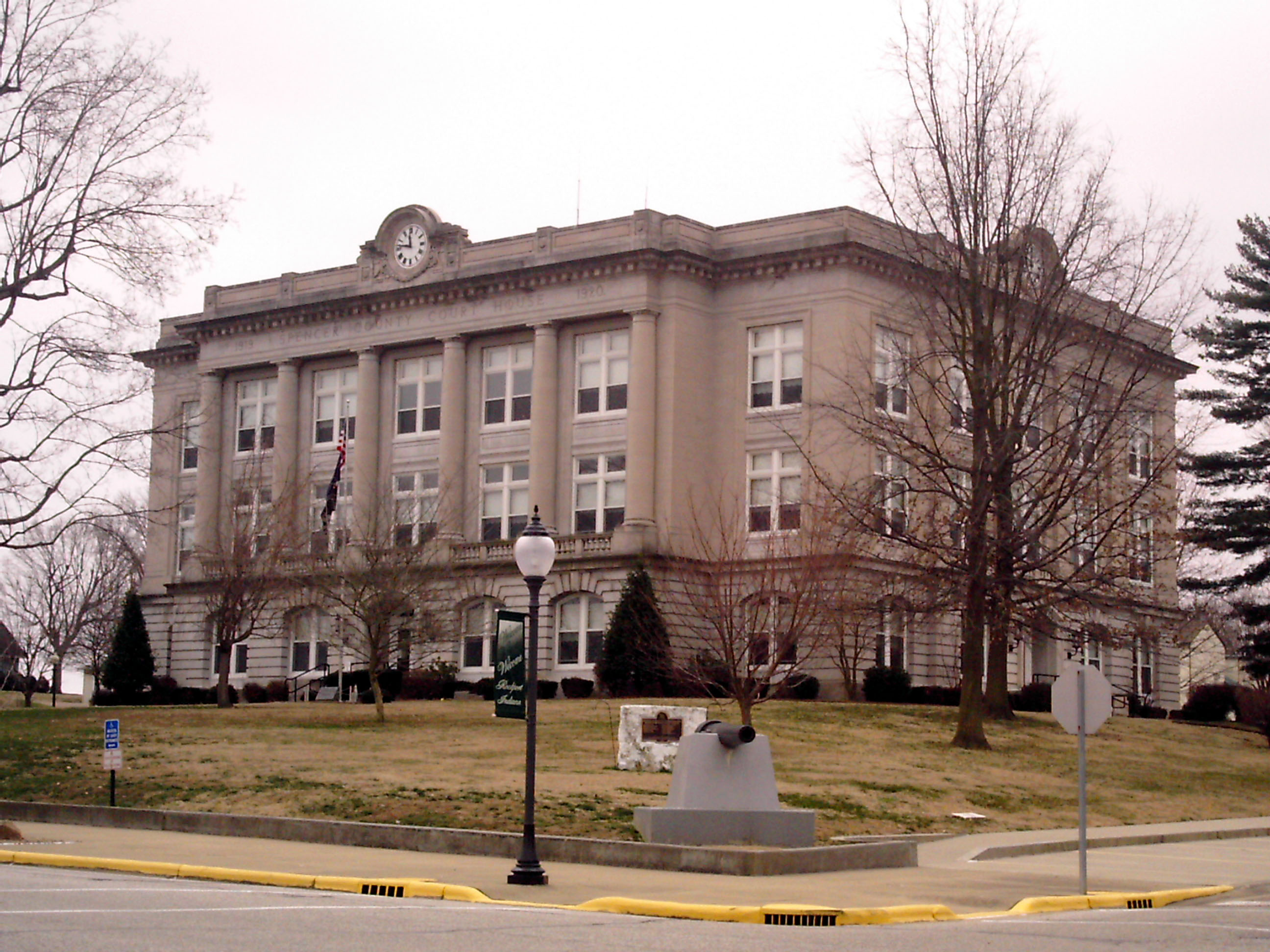
Juzgado del condado de Spencer en Rockport.

Según la Oficina del Censo, el condado tiene un área total de 1039 km² (401 sq mi), de la cual 1033 km² (399 sq mi) es tierra y 6 km² (2 sq mi) (0,64%) es agua.

### Condados adyacentes
- Condado de Dubois (norte)
- Condado de Perry (este)
- Condado de Daviess, Kentucky (sur)
- Condado de Hancock, Kentucky (sureste)
- Condado de Warrick (oeste)

### Áreas protegidas nacionales
- Lincoln Boyhood National Memorial

## Autopistas importantes
- Interestatal 64
- U.S. Route 231
- Ruta Estatal de Indiana 45
- Ruta Estatal de Indiana 62
- Ruta Estatal de Indiana 66
- Ruta Estatal de Indiana 68
- Ruta Estatal de Indiana 161
- Ruta Estatal de Indiana 162
- Ruta Estatal de Indiana 245
- Ruta Estatal de Indiana 545

## Demografía
En el  censo de 2000, hubo 20. 391 personas, 7569 hogares y 5752 familias residiendo en el condado. La densidad poblacional era de 51 personas por milla cuadrada (10/km²). En el 2000 había 8333 unidades habitacionales en una densidad de 21 por milla cuadrada (8/km²). La demografía del condado era de 97,70% blancos, 0,60% afroamericanos, 0,22% amerindios, 0,19% asiáticos, 0,01% isleños del Pacífico, 0,74% de otras razas y 0,53% de dos o más razas. 1,49% de la población era de origen hispano o latino de cualquier raza. 
La renta promedio para un hogar del condado era de $42 451 y el ingreso promedio para una familia era de $49 123. En 2000 los hombres tenían un ingreso medio de $35 125 versus $22 787 para las mujeres. La renta per cápita para el condado era de $18 000 y el 6,90% de la población estaba bajo el umbral de pobreza nacional.

## Ciudades y pueblos
| - Chrisney - Dale - Eureka - Evanston | - Fulda - Gentryville - Grandview - Hatfield | - Lamar - Lincoln City - Mariah Hill | - Newtonville - Reo - Richland City | - Rockport - Saint Meinrad - Santa Claus |